# Andreas C. Ott
Andreas C. Ott (* 5. August 1875 in Basel; † 11. Februar 1934 in Stuttgart) war ein Schweizer Romanist und Mediävist, der in Deutschland Hochschullehrer war.

## Leben und Werk
Ott studierte in Zürich, Florenz und Paris und promovierte in Zürich mit Étude sur les couleurs en vieux français (Paris 1899, Genf 1977). Er habilitierte sich in Frankfurt am Main bei Heinrich Morf mit Eloi d’Amerval und sein « Livre de la diablerie ». Ein Beitrag zur Kenntnis Frankreichs am Ausgang des Mittelalters (Erlangen 1908). Er war ab 1910 ausserordentlicher, ab 1925 ordentlicher Professor an der Technischen Hochschule Stuttgart. Ott blieb dort ohne direkten Nachfolger.

## Weitere Werke
- (Hrsg.) Das altfranzösische Eustachiusleben (l'estoire d'Eustachius) der Pariser Handschrift Nat.-Bibl. fr. 1374, Erlangen 1912 (Romanische Forschungen 32, 2)
- (Hrsg.) Gautier de Coincy, Christinenleben nach den beiden Handschriften zu Carpentras und Paris, Erlangen 1922
- L'Infernal désarroi. Notes de voyages européens, Paris 1927